# Itai Sobol

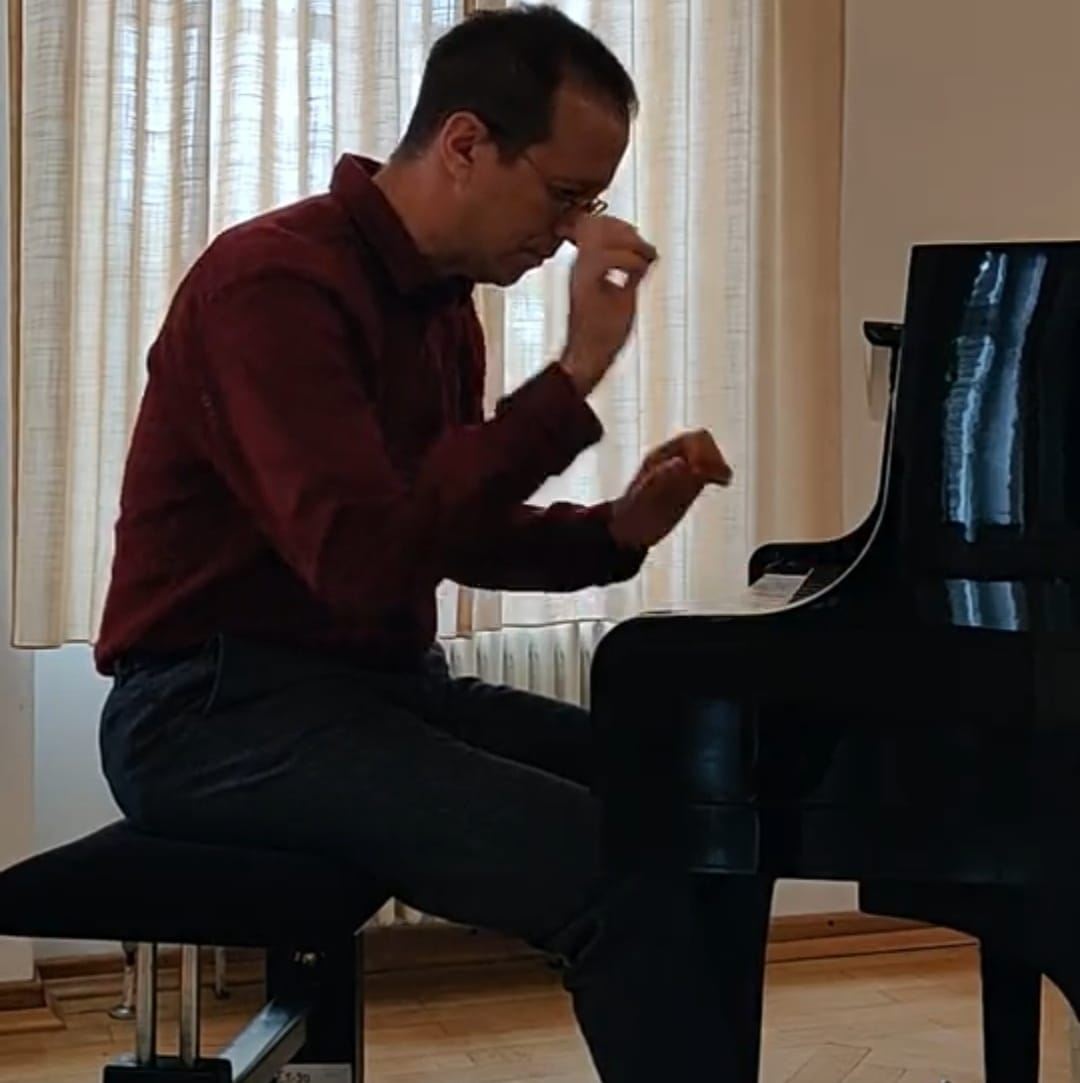
Itai Sobol, 2021

Itai Sobol (* 1976 in Tel Aviv-Jaffa, Israel) ist ein israelischer Pianist, Komponist und Arrangeur von klassischer und Jazzmusik.

## Frühe Jahre
Itai Sobol erhielt ab dem Alter von sieben Jahren Klavierunterricht bei Lily Elkalai. Vier Jahre wurde er zusätzlich in den Fächern Komposition und Musiktheorie von Yizhak Sadai unterrichtet. Schon bald entdeckte er die Verbindung von Musik und Lyrik als Inspirationsquelle für sich. Dies wurde vor allem durch seinen Vater, Idan Sobol, gefördert, der selbst als Schriftsteller/Dichter tätig war. Von ihm stammt das Buch „In the Course of Things“; Itai Sobol griff dessen Titel auf, als er im Alter von 13 Jahren den Titel für sein erstes Album mit eigenen Songs suchte. Er interessierte sich darüber hinaus auch früh für Musik am Theater; so besuchte er regelmäßig Aufführungen von Theaterstücken, die aus der Feder seines Onkels Jehoschua Sobol stammten.

## Musikalische Ausbildung
Sobol besuchte die Thelma Yellin Highschool for the Arts in Israel, wo er von Yali Wagman unterrichtet wurde.
1996 setzte er sein Studium bei Prof. Sadai fort und war auch Student von Pina Saltzman an der Buchmann-Mehta-Musikschule. Mit seiner Komposition „Quartet for Flute, Violin, Cello and Piano“ gewann er den Komponistenwettbewerb der Rubin Academy of Music im Jahr 1997. Er machte seinen Bachelor-Abschluss im Jahr 2000 mit der Auszeichnung summa cum laude.
Ab dem Jahr 2000 studierte er Jazzpiano an der Rimon School of Music in Ramat haScharon bei Yaron Gottfried und machte dort im Folgejahr seinen Studienabschluss.
Er setzte sein Studium 2004 in Deutschland an der Hochschule für Musik und Tanz Köln fort bei Johannes Fritsch (Komposition), Frank Wunsch und John Taylor. Außerdem nahm er Unterricht in klassischem Klavierspiel bei Klaus Oldemeyer (* 1941). Sein Diplomstudium schloss er 2008 ab. Ab 2010 studierte er bei Joachim Ullrich weiter und machte im Jahr 2012 seinen Masterabschluss für Jazzkomposition und -arrangement.

## Musikalische Karriere
2002 hatte er seinen ersten Auftritt als Solist mit dem Israel Philharmonic Orchestra. Er spielte eine Improvisation auf Basis des Rondo aus Beethovens erstem Klavierkonzert.
Seit 2004 arbeitet er in Köln. Im Dezember 2006 hatte sein erstes eigenes Klavierkonzert Premiere, eine Auftragsarbeit für das New Haifa Symphony. Das Konzert wurde unter Leitung von Noam Sheriff mit Itai Sobol am Klavier uraufgeführt. Darüber hinaus begann Sobol auch die Zusammenarbeit mit Künstlern aus dem Bereich der Popmusik: 2007 trat er zusammen mit dem Sänger Benny Martel im ZDF-Fernsehgarten auf und arbeitete später auch mit weiteren Bands und Projekten zusammen.
2011 nahm er an der „Nacht der Synagoge“ in Krefeld teil, wo er Jazzarrangements traditioneller jüdischer Melodien präsentierte. 2013 gewann er mit seinem Trio Hamobeat den Sonderpreis der Bellen International Competition in Paris in der Kategorie Jazz/Fusion. Im gleichen Jahr fand die Premiere seines Klarinettenkonzertes „Shapes of Desire“ statt, mit Gil Agababa-Shaked und dem Universitätsorchester der Ruhruniversität Bochum.
Als Arrangeur schrieb er für Musiker wie z. B. die Klarinettistin Sabine Meyer, die Sopranistin Simone Kermes und das Alliage Quintet.
In Deutschland lernte er die iranische Sängerin Maryam Akhondy kennen und wurde von ihr eingeladen, mit ihrer Band Maryam Akhony’s PAAZ aufzutreten. 2015 entstand hieraus in Zusammenarbeit mit dem Westdeutschen Rundfunk das Album „Maryam Akhondy’s PAAZ – Live at WDR“, das 2016 bei Laika Records erschien. Seit 2017 ist er Mitglied des Bad Neuenahrer QuAHRtetts, mit dem er auch das Album Im Rausch der Melodien veröffentlichte.
Sobol unterrichtet als Klavierpädagoge an der Musikschule Neuss. Er nahm als Jurymitglied an verschiedenen Wettbewerben teil, so z. B. bei Jugend musiziert in Aachen und Jülich.

## Liste der Kompositionen (Auswahl)
- Klavierkonzert
- Klarinettenkonzert (Shapes of Desire)
- „Quartet for Flute, Violin, Cello and Piano“/ Quartett für Flöte, Violine, Cello und Klavier
- „Jazz Sibelius“ für Trompete, Saxophon, Posaune, Klavier, Bass und Schlagzeug
- „Klezmer in Mind“ für Klarinette und Piano
- „Light in the Darkness“ für Violine, Klarinette, Cello und Piano
- „Summer Night Suite“ für Violine, Klarinette, Cello und Klavier
- „Allegro monto graoovato“ für Violine, Cello und Klavier
- „Anfang, Mitte und Ende“ für Violinen, Klarinetten, Bassklarinette und Klavier

## Diskografische Hinweise
- In the Course of Things (NMC records, 1990) – als Komponist und Arrangeur
- Maryam Akhondy's PAAZ Live at WDR (Laika Records, 2016) – als Pianist, Komponist und Arrangeur
- „Candid Overture“ - auf der CD Fantasia von Simone Kermes & The Alliage Quintet (Sony Records, 2015/16) – als Arrangeur
- „Time to Change“ – auf der CD Levante des Sirocco Saxophone Quartets feat. Frederik Köster (Traumton Records, 2019) – als Arrangeur